# Heart (Do As Infinityの曲)
「Heart」（ハート）は、日本のロックバンド・Do As Infinityの2作目のシングル。

## 概要
- 前作「Tangerine Dream」から約3ヶ月ぶりのシングル。

## 収録曲
1. Heart [4:06]
作詞・作曲・編曲：D・A・I
作詞はサウンドプロデュースを務めた鈴木直人、作曲は長尾大[注 1]。タイトルはアメリカ合衆国のロックバンドであるハートから引用されている。
ミュージック・ビデオは山梨県南都留郡にある西湖で撮影された[注 2]。
2. 散りゆく夕辺 [3:49]
作詞・作曲・編曲：D・A・I
タイトルの読みは「さりゆくゆうべ」。
3. Heart (Instrumental) [4:05]
作曲・編曲：D・A・I
表題曲のインストゥルメンタルバージョン。
4. 散りゆく夕辺 (Instrumental) [3:49]
作曲・編曲：D・A・I
カップリング曲のインストゥルメンタルバージョン。
5. Heart (Keith Litman’s Heart Head Remix) [8:40]
作詞・作曲：D・A・I
リミックス：キース・リトマン
表題曲のリミックスバージョン。
6. Tangerine Dream (RAZOR N’GUIDO Remix) [11:01]
作詞・作曲：D・A・I
リミックス：レーザー・N・グイド
1stシングルの表題曲のリミックスバージョン。
7. Tangerine Dream (Dub’s keep on Remix) [5:19]
作詞・作曲：D・A・I
リミックス：Izumi "D.M.X" Miyazaki
1stシングルの表題曲のリミックスバージョン。

## 収録アルバム
- BREAK OF DAWN (#1)
- Do The Best (#1、アウトロがフェードアウトしないバージョン)
- Do The B-side (#2)
- Do The A-side (#1)
- 2 of Us [BLUE] -14 Re:SINGLES- (#1 2 of Us)
- Do The Complete (#1)